# Âm nhạc và những người bạn
Âm nhạc và những người bạn là loạt chương trình biểu diễn âm nhạc trực tiếp (liveshow) do Đài Truyền hình Việt Nam và Công ty Cát Tiên Sa phối hợp sản xuất, phát sóng trên kênh VTV3 với sự tài trợ ban đầu của Nescafé và sau đó là Honda Việt Nam từ tháng 4 năm 2004. Chương trình này mang tính chất tổng quát sự nghiệp của các nghệ sĩ.
Các liveshow của chương trình được tổ chức vào các ngày chủ nhật cuối cùng của tháng, mỗi chương trình sẽ dành trọn cho một nghệ sĩ solo hoặc nhóm nhạc, cùng với những nghệ sĩ khách mời của họ.

## Tổng quan
| Năm  | #  | Nghệ sĩ chính   | Tên chương trình       | Địa điểm              | Chú thích |
| ---- | -- | --------------- | ---------------------- | --------------------- | --------- |
| 2003 | 1  | Hồng Nhung      | Một ngày mới           | Thành phố Hồ Chí Minh |           |
| 2003 | 2  | Trần Thu Hà     | Sắc màu                | Thành phố Hồ Chí Minh |           |
| 2003 | 3  | Lam Trường      | Đôi chân thiên thần    | Hà Nội                |           |
| 2004 | 4  | Mỹ Linh         | Khúc giao mùa          | Thành phố Hồ Chí Minh |           |
| 2004 | 5  | Phương Thanh    | Khi giấc mơ về         | Hà Nội                |           |
| 2004 | 6  | Siu Black       | Lời ru đại ngàn        | Thành phố Hồ Chí Minh |           |
| 2004 | 7  | Bức Tường       | Bông hồng thủy tinh    | Thành phố Hồ Chí Minh |           |
| 2004 | 8  | Trio 666 và MTV | Theo nhịp đập con tim  | Thành phố Hồ Chí Minh |           |
| 2004 | 9  | AC&M            | Lời chào AC&M          | Thành phố Hồ Chí Minh |           |
| 2004 | 10 | Thanh Lam       | Nắng lên               | Thành phố Hồ Chí Minh |           |
| 2004 | 11 | Mỹ Tâm          | Quê hương tuổi thơ tôi | Đà Nẵng               |           |
| 2004 | 12 | Nhiều nghệ sĩ   |                        | Thành phố Hồ Chí Minh |           |

## Chi tiết các chương trình

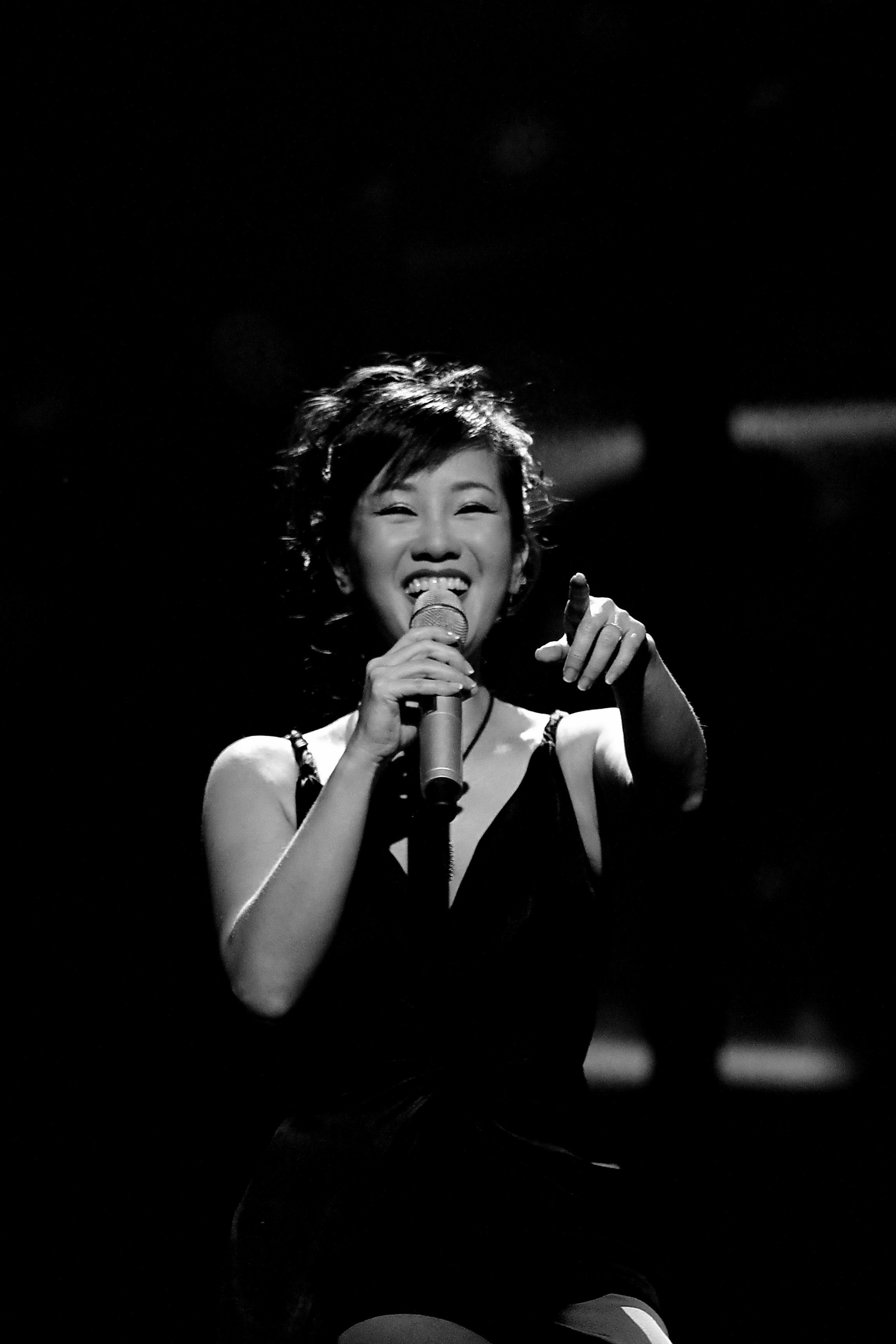
Ca sĩ Hồng Nhung

### Hồng Nhung
Liveshow đầu tiên mang tên Hồng Nhung – Một ngày mới được tổ chức vào tối ngày 7 tháng 9 năm 2003 tại Nhà thi đấu Phan Đình Phùng, Thành phố Hồ Chí Minh. Ban đầu, đây được xem là số đầu tiên trong chương trình Quà tặng âm nhạc - Hát cùng bạn trẻ của Đài Truyền hình Việt Nam với tên gọi ban đầu là Hồng Nhung và những người bạn. Một số khách mời trong buổi diễn gồm có nhạc sĩ Dương Thụ, Quang Vinh và các ca sĩ Mỹ Linh, Đan Trường, nhóm AC&M, nhạc công Trần Mạnh Tuấn. Liveshow này đánh dấu 18 năm ca hát của Hồng Nhung.

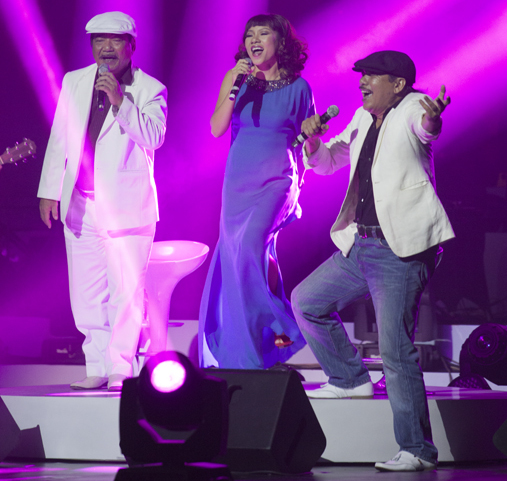
Trần Hiếu - Trần Thu Hà - Trần Tiến

| Danh sách mang tính liệt kê không theo thứ tự biểu diễn | Danh sách mang tính liệt kê không theo thứ tự biểu diễn | Danh sách mang tính liệt kê không theo thứ tự biểu diễn | Danh sách mang tính liệt kê không theo thứ tự biểu diễn |
| STT                                                     | Nhan đề                                                 | Sáng tác                                                | Thời lượng                                              |
| ------------------------------------------------------- | ------------------------------------------------------- | ------------------------------------------------------- | ------------------------------------------------------- |
| 1.                                                      | "Thuở Bống là người"                                    | Trịnh Công Sơn                                          |                                                         |
| 2.                                                      | "Một ngày mới"                                          | Huy Tuấn                                                |                                                         |
| 3.                                                      | "Em cứ hiền xinh như thế"                               | Quốc Bảo                                                |                                                         |
| 4.                                                      | "Ru em bằng tiếng sóng và"                              | Dương Thụ                                               |                                                         |
| 5.                                                      | "Họa mi hót trong mưa"                                  | Dương Thụ                                               |                                                         |

### Trần Thu Hà
Liveshow thứ hai mang tên Trần Thu Hà – Sắc màu được tổ chức vào tối ngày 5 tháng 10 năm 2003 tại Trung tâm ca nhạc Lan Anh, Thành phố Hồ Chí Minh. Liveshow gồm 14 ca khúc được chia làm 6, phần mở đầu có tên gọi "Trần Thu Hà và những sáng tác của Quốc Bảo" với hai ca khúc do Quốc Bảo sáng tác như "Em về tinh khôi", "Tình ca". Phần thứ hai, "Trần Thu Hà và người bạn đặc biệt", Hà Trần song ca với nghệ sĩ Trần Hiếu. Các khách mời của Trần Thu Hà có Trần Hiếu, Trần Tiến, Thanh Lam, Phương Thanh, Ngọc Anh và nhóm 5 Dòng Kẻ.

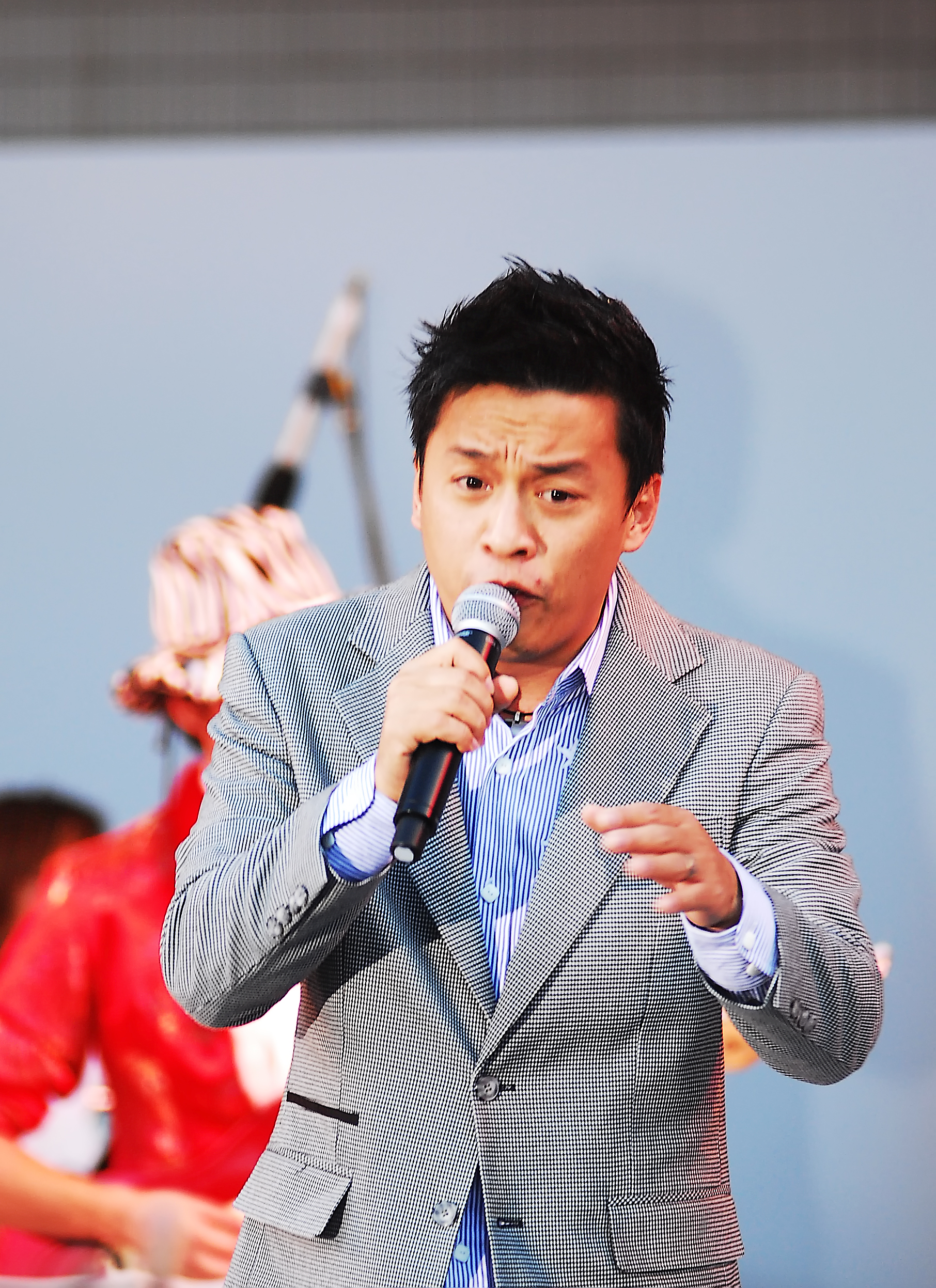
Ca sĩ Lam Trường

| Danh sách mang tính liệt kê không theo thứ tự biểu diễn | Danh sách mang tính liệt kê không theo thứ tự biểu diễn | Danh sách mang tính liệt kê không theo thứ tự biểu diễn | Danh sách mang tính liệt kê không theo thứ tự biểu diễn |
| STT                                                     | Nhan đề                                                 | Sáng tác                                                | Thời lượng                                              |
| ------------------------------------------------------- | ------------------------------------------------------- | ------------------------------------------------------- | ------------------------------------------------------- |
| 1.                                                      | "Em Về Tinh Khôi"                                       | Quốc Bảo                                                |                                                         |
| 2.                                                      | "Tình Ca"                                               | Quốc Bảo                                                |                                                         |
| 3.                                                      | "Bình Yên" (với Trần Hiếu)                              | Quốc Bảo                                                |                                                         |
| 4.                                                      | "Thành Phố Trẻ" (với Trần Hiếu)                         | Trần Tiến                                               |                                                         |
| 5.                                                      | "Dệt Tầm Gai"                                           | Ngọc Đại                                                |                                                         |
| 7.                                                      | "Hoa Gạo"                                               | Ngọc Đại                                                |                                                         |
| 8.                                                      | "Ngẫu Nhiên" (với Thanh Lam)                            | Trịnh Công Sơn                                          |                                                         |
| 9.                                                      | "Hãy Yêu Nhau Đi" (với Thanh Lam)                       | Trịnh Công Sơn                                          |                                                         |
| 10.                                                     | "Sắc Màu" (với 5 Dòng Kẻ)                               | Trần Tiến                                               |                                                         |
| 14.                                                     | "Ngẫu hứng sông Hồng"                                   | Trần Tiến                                               |                                                         |

### Lam Trường
Liveshow thứ ba mang tên Lam Trường – Đôi chân thiên thần được tổ chức vào tối ngày 28 tháng 12 năm 2003 tại Trung tâm triển lãm Giảng Võ, Hà Nội. Các khách mời tham gia liveshow này bao gồm nhạc sĩ Bảo Chấn, ca sĩ Phương Thanh và các cựu thành viên nhóm nhạc The Friends: Hoài Sa, Trung Kiên, Xuân Khôi. Chương trình này gồm có 14 ca khúc, trong đó tựa đề của liveshow cũng chính là tên ca khúc mới được Lương Bằng Quang sáng tác riêng cho Lam Trường.
| Danh sách mang tính liệt kê không theo thứ tự biểu diễn | Danh sách mang tính liệt kê không theo thứ tự biểu diễn | Danh sách mang tính liệt kê không theo thứ tự biểu diễn | Danh sách mang tính liệt kê không theo thứ tự biểu diễn |
| STT                                                     | Nhan đề                                                 | Sáng tác                                                | Thời lượng                                              |
| ------------------------------------------------------- | ------------------------------------------------------- | ------------------------------------------------------- | ------------------------------------------------------- |
| 1.                                                      | "Tình thôi xót xa"                                      | Bảo Chấn                                                |                                                         |
| 2.                                                      | "Chợt nghe bước em về"                                  | Quốc Vượng                                              |                                                         |
| 3.                                                      | "Giấc mơ tuyệt vời"                                     | Bảo Chấn                                                |                                                         |
| 4.                                                      | "Có một ngày"                                           | Lam Trường                                              |                                                         |
| 5.                                                      | "Cho bạn - cho tôi"                                     | Lam Trường                                              |                                                         |
| 6.                                                      | "Ánh sáng đời tôi"                                      | Minh Châu                                               |                                                         |

Kế hoạch ban đầu liveshow lần này được tổ chức cho Phương Thanh, nhưng vì cô đang bận chuẩn bị phát hành album mới vào thời điểm đó nên đã nhường lại cho Lam Trường.

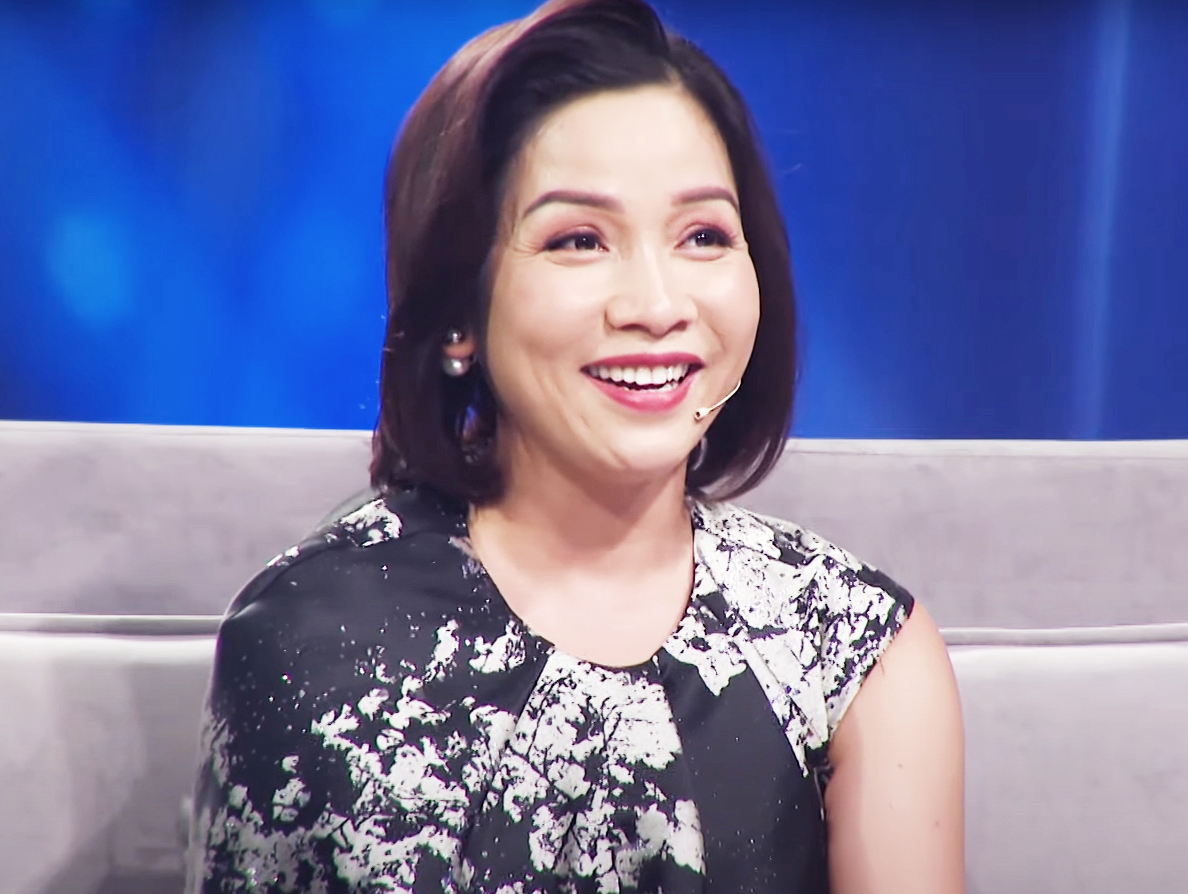
Ca sĩ Mỹ Linh

### Mỹ Linh
Liveshow thứ tư mang tên Mỹ Linh – Khúc giao mùa được tổ chức vào tối ngày 1 tháng 2 năm 2004 tại Nhà thi đấu Phan Đình Phùng, Thành phố Hồ Chí Minh. Các khách mời của cô gồm nam ca sĩ người Philippines Carlo Orosa, ca sĩ Hồng Nhung, hai thành viên nhóm nhạc Con Gái: Nguyệt Anh và Phương Thu, nhạc sĩ Huy Tuấn và ban nhạc Anh Em, cùng chồng và con gái Mỹ Linh là nhạc sĩ Anh Quân và Anna.
Đây là liveshow đầu tiên Âm nhạc và những người bạn được phát trực tiếp trên sóng phát thanh của Đài Tiếng nói Việt Nam và Đài Tiếng nói Nhân dân Thành phố Hồ Chí Minh.
| Danh sách mang tính liệt kê không theo thứ tự biểu diễn | Danh sách mang tính liệt kê không theo thứ tự biểu diễn | Danh sách mang tính liệt kê không theo thứ tự biểu diễn | Danh sách mang tính liệt kê không theo thứ tự biểu diễn |
| STT                                                     | Nhan đề                                                 | Sáng tác                                                | Thời lượng                                              |
| ------------------------------------------------------- | ------------------------------------------------------- | ------------------------------------------------------- | ------------------------------------------------------- |
| 1.                                                      | "Chị tôi"                                               | Trọng Đài                                               |                                                         |
| 2.                                                      | "Trên đỉnh Phù Vân"                                     | Phó Đức Phương                                          |                                                         |
| 3.                                                      | "Thì thầm mùa xuân"                                     | Ngọc Châu                                               |                                                         |
| 4.                                                      | "Trái tim không ngủ yên"                                | Thanh Tùng                                              |                                                         |
| 5.                                                      | "Thiên đường"                                           | Anh Quân                                                |                                                         |
| 6.                                                      | "Hương ngọc lan" (với Carlo Orosa)                      | Anh Quân                                                |                                                         |
| 7.                                                      | "Vì một thế giới ngày mai" (với Carlo Orosa)            | Nguyễn Quang Vinh                                       |                                                         |
| 8.                                                      | "Trưa vắng"                                             | Huy Tuấn                                                |                                                         |
| 9.                                                      | "Chuyện tình"                                           | Anh Quân                                                |                                                         |
| 10.                                                     | "Trở lại tuổi thơ"                                      | Anh Quân                                                |                                                         |
| 11.                                                     | "Hát theo người đi trên phố"                            | Anh Quân                                                |                                                         |
| 12.                                                     | "Quán café mùa hè"                                      | Huy Tuấn                                                |                                                         |
| 13.                                                     | "Có thấy tôi tuổi 15" (với Anna)                        | Dương Thụ                                               |                                                         |

Đây được xem là đêm diễn được đầu tư tốt và thành công nhất trong bốn chương trình đầu tiên của Âm nhạc và những người bạn.

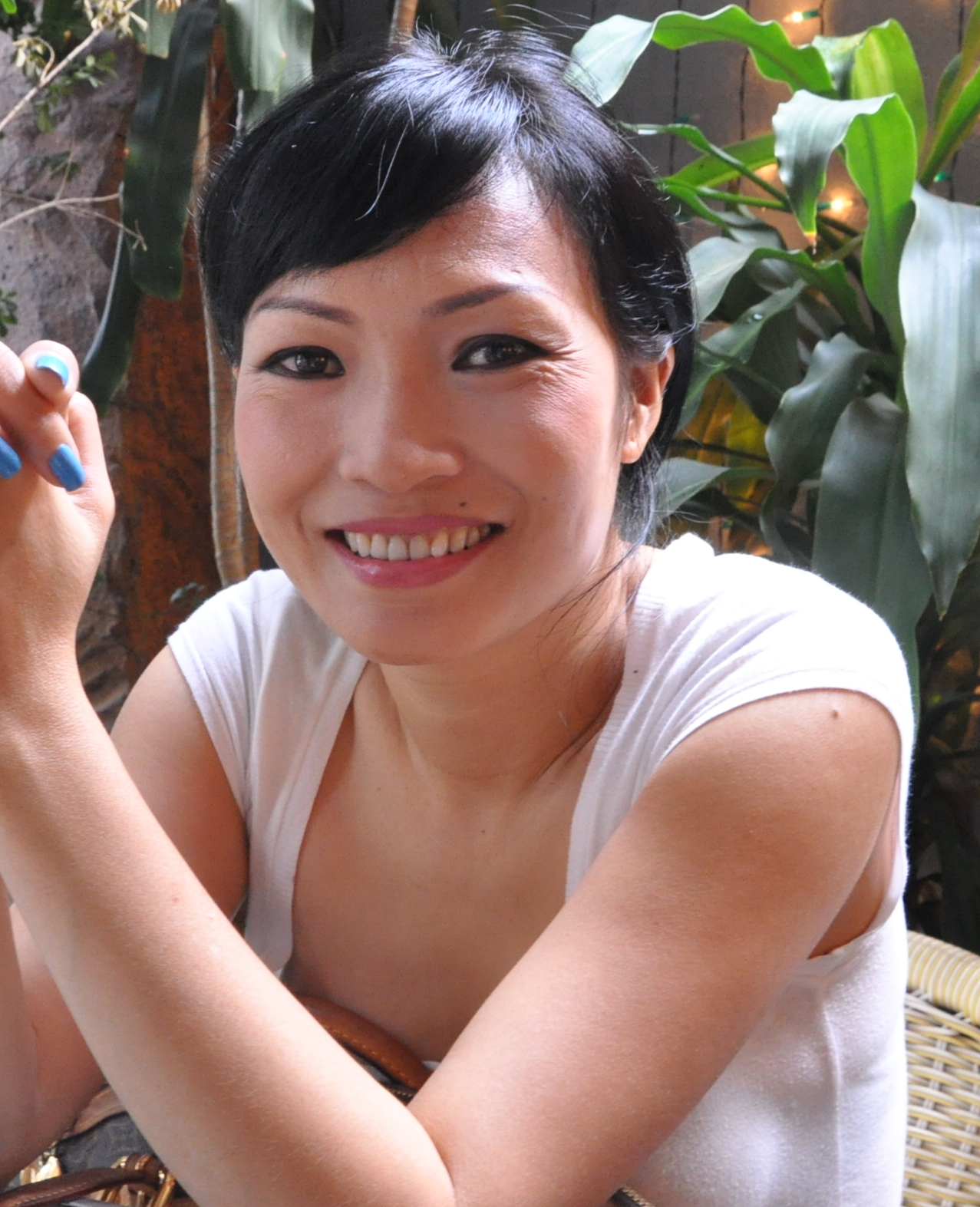
Ca sĩ Phương Thanh

### Phương Thanh
Liveshow thứ năm mang tên Phương Thanh – Khi giấc mơ về được tổ chức tại tại Nhà thi đấu Phan Đình Phùng, Thành phố Hồ Chí Minh vào tối ngày 29 tháng 2 năm 2004, với một số khách mời như ca sĩ Lam Trường, Đan Trường cùng Minh Thuận và nhóm AC&M. Trong liveshow có 15 ca khúc, tất cả đều được hòa âm - phối khí bởi Đức Trí và Phương Uyên. Liveshow này là lần hợp tác trở lại giữa Phương Thanh và Đài Truyền hình Việt Nam sau sự cố nhỏ về giải thưởng tại chương trình VTV – Bài hát tôi yêu hai năm trước.
| Danh sách mang tính liệt kê không theo thứ tự biểu diễn | Danh sách mang tính liệt kê không theo thứ tự biểu diễn | Danh sách mang tính liệt kê không theo thứ tự biểu diễn | Danh sách mang tính liệt kê không theo thứ tự biểu diễn |
| STT                                                     | Nhan đề                                                 | Sáng tác                                                | Thời lượng                                              |
| ------------------------------------------------------- | ------------------------------------------------------- | ------------------------------------------------------- | ------------------------------------------------------- |
| 1.                                                      | "Giã từ dĩ vãng"                                        | Nguyễn Đức Trung                                        |                                                         |
| 2.                                                      | "Trống vắng"                                            | Quốc Hùng                                               |                                                         |
| 3.                                                      | "Tình xa khuất"                                         | Trường Huy                                              |                                                         |
| 4.                                                      | "Lang thang"                                            | Tuấn Thành                                              |                                                         |
| 5.                                                      | "Ghen"                                                  | Phương Uyên                                             |                                                         |
| 6.                                                      | "Trót yêu"                                              | Phương Uyên                                             |                                                         |
| 7.                                                      | "Vì em yêu anh"                                         | Đức Trí                                                 |                                                         |
| 8.                                                      | "Hãy để em ra đi"                                       | Vĩnh Tâm                                                |                                                         |

### Siu Black
Liveshow thứ sáu mang tên Siu Black – Lời ru đại ngàn được tổ chức vào tối ngày 28 tháng 3 năm 2004 tại Trung tâm ca nhạc Lan Anh, Thành phố Hồ Chí Minh với các khách mời gồm nhạc sĩ Nguyễn Cường, Trần Tiến, các ca sĩ Bouner Trinh, Y Zak / Jack, cùng hai em gái của Siu Black là Siu Nam Phương và Siu Loan. Liveshow có 12 ca khúc, một nửa trong số này là sáng tác của Nguyễn Cường.
| Danh sách mang tính liệt kê không theo thứ tự biểu diễn | Danh sách mang tính liệt kê không theo thứ tự biểu diễn | Danh sách mang tính liệt kê không theo thứ tự biểu diễn | Danh sách mang tính liệt kê không theo thứ tự biểu diễn |
| STT                                                     | Nhan đề                                                 | Sáng tác                                                | Thời lượng                                              |
| ------------------------------------------------------- | ------------------------------------------------------- | ------------------------------------------------------- | ------------------------------------------------------- |
| 1.                                                      | "Đôi mắt Pleiku" (với Bouner Trinh)                     | Nguyễn Cường                                            |                                                         |
| 2.                                                      | "Em muốn sống bên anh trọn đời"                         | Nguyễn Cường                                            |                                                         |
| 3.                                                      | "Giấc mơ Chapi"                                         | Trần Tiến                                               |                                                         |
| 4.                                                      | "Lời gọi Yaly"                                          | Nguyễn Cường                                            |                                                         |
| 5.                                                      | "Ngọn lửa cao nguyên"                                   | Nguyễn Cường                                            |                                                         |
| 6.                                                      | "Mưa cao nguyên"                                        | Linh Nga Niê Kđam                                       |                                                         |
| 7.                                                      | "Trái cam mặt trời"                                     | Nguyễn Cường                                            |                                                         |
| 8.                                                      | "Cho tình yêu bay lên bềnh bồng"                        | Nguyễn Cường                                            |                                                         |
| 9.                                                      | "Dòng sông Dak K'rong"                                  | Tố Hải                                                  |                                                         |
| 10.                                                     | "Hơi ấm cho em"                                         |                                                         |                                                         |
| 11.                                                     | "Đâu phải bởi mùa thu"                                  | Phú Quang                                               |                                                         |
| 12.                                                     | "Tình xa"                                               | Trịnh Công Sơn                                          |                                                         |

### Bức Tường
Liveshow thứ bảy mang tên Bức Tường – Bông hồng thủy tinh được tổ chức vào ngày 25 tháng 4 năm 2004 tại Nhà thi đấu Phan Đình Phùng, Thành phố Hồ Chí Minh với các khách mời: Siu Black, Phương Uyên, Phương Thanh và trưởng nhóm Nguyễn Đạt của nhóm rock Da Vàng. Thời lượng buổi diễn dài khoảng  90 phút. Đây là liveshow đầu tiên của nhóm tại Thành phố Hồ Chí Minh, lần này nhóm có ba người chơi guitar thay vì hai như trong liveshow Bức Tường và những người bạn tổ chức năm 2003.
Liveshow lần này của Bức Tường có sự góp mặt của Nguyễn Hoàng, thành viên sáng lập nhóm. Mở đầu đêm diễn là ca khúc "Rock xuyên màn đêm" và kết thúc với "Đường đến ngày vinh quang".
| Danh sách mang tính liệt kê không theo thứ tự biểu diễn | Danh sách mang tính liệt kê không theo thứ tự biểu diễn | Danh sách mang tính liệt kê không theo thứ tự biểu diễn | Danh sách mang tính liệt kê không theo thứ tự biểu diễn |
| STT                                                     | Nhan đề                                                 | Sáng tác                                                | Thời lượng                                              |
| ------------------------------------------------------- | ------------------------------------------------------- | ------------------------------------------------------- | ------------------------------------------------------- |
| 1.                                                      | "Rock xuyên màn đêm"                                    | Trần Lập                                                |                                                         |
| 2.                                                      | "Tâm hồn của đá"                                        | Trần Lập                                                |                                                         |
| 3.                                                      | "Bông hồng thủy tinh"                                   | Trần Lập                                                |                                                         |
| 4.                                                      | "Bài ca Sông Hồng"                                      | Trần Lập                                                |                                                         |
| 5.                                                      | "Con số không"                                          |                                                         |                                                         |
| 6.                                                      | "Cơn mưa hoang dã"                                      | Trần Lập                                                |                                                         |
| 7.                                                      | "Chim hót trời xanh"                                    | Trần Lập                                                |                                                         |
| 8.                                                      | "Ngày hôm qua"                                          | Trần Lập                                                |                                                         |
| 9.                                                      | "Vòng Tay Bạn bè" (Nguyễn Đạt solo)                     | Nguyễn Đạt                                              |                                                         |
| 10.                                                     | "Mắt đen"                                               | Trần Lập                                                |                                                         |
| 11.                                                     | "Niềm tin cho cát bụi"                                  | Trần Lập                                                |                                                         |
| 12.                                                     | "Đường đến ngày vinh quang"                             | Trần Lập                                                |                                                         |

Các thành viên trong thời điểm này:
- Trần Lập : hát chính
- Trần Tuấn Hùng: guitar
- Trần Nhất Hoàng : bass
- Nghiêm Mạnh Tuấn : trống
- Duy Hùng : keyboards

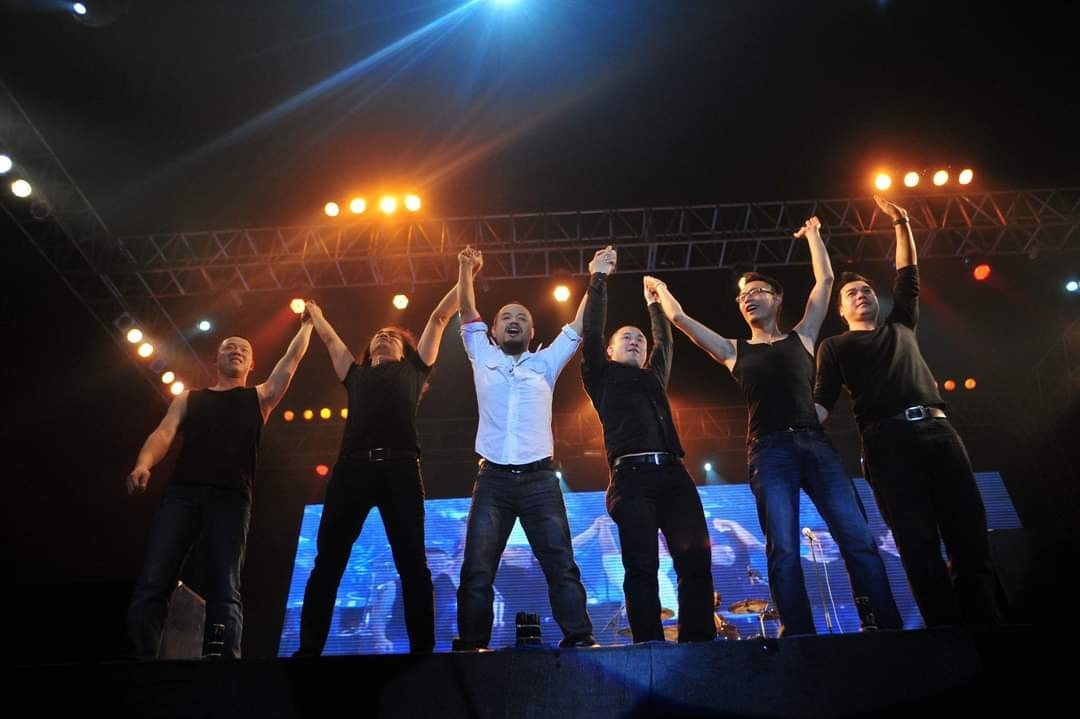
Ban nhạc Bức Tường năm 2011

- Nguyễn Huy Hoàng: Quản lý (tham gia liveshow với vị trí guitar)[31]

Màn biểu diễn của Bức Tường sau đó nhận được những nhận xét trái chiều về dòng nhạc mà họ thực sự thể hiện. Nhạc sĩ Tuấn Khanh cho rằng "chất rock mà họ trình bày là thể loại rock ballad và hard rock hoàn toàn Việt Nam". Nhưng về phần nhạc sĩ Vũ Quốc Việt, "Rock của Bức Tường chỉ là một loại pop lai rock. Rock mà hát không đủ sức như thế thì không phải phong cách rock".

### Trio 666vàMTV
Liveshow thứ tám có tựa đề Theo nhịp đập con tim với hai nhân vật chính là hai nhóm nhạc trẻ với phong cách sôi động: nhóm nhạc nữ Trio 666 và nhóm nhạc nam MTV, cả hai nhóm nhạc đều do nhạc sĩ Tuấn Khanh đỡ đầu. Buổi diễn chính được tổ chức vào tối ngày 30 tháng 5 năm 2004 tại Câu lạc bộ Lan Anh, Thành phố Hồ Chí Minh. Kách mời của liveshow lần này là nhóm rock Da Vàng của Việt Nam và B.T.R (Bending the Rules) đến từ Bulgaria.
Nhóm Trio 666 tham gia với phong cách mới là alternative rock thay vì dance-trance, cùng thành viên mới Nguyên Hương thay thế Phương Loan. Thành viên trong liveshow:
- Hoài Giang - keyboard
- Bích Châu - guitar
- Nguyên Hương - trống

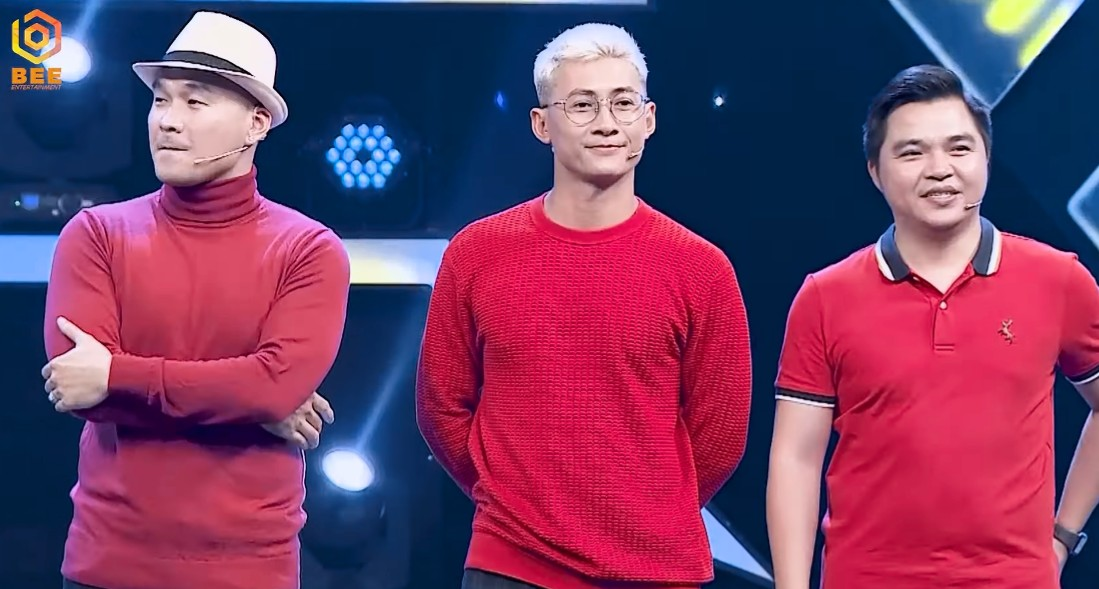
Nhóm nhạc MTV năm 2021: Anh Tuấn - Minh Vương - Lê Minh

Các thành viên của MTV trong Liveshow:
- Lê Minh
- Đoàn Phi
- Anh Tuấn
- Song Huy

Trước đó, ngày 29 tháng 5 năm 2004, liveshow Rock Sài Gòn được tổ chức với 3 nhóm nhạc trên cùng với nhóm nhạc rock Da Vàng. Việc Da Vàng chơi nhạc rock với MTV và Trio666 đã khiến một số người yêu rock cực đoan đã mạnh mẽ chỉ trích và kêu gọi giới nhạc rock fan tẩy chay Da Vàng - một trong những rock band kì cựu của Sài Gòn.
| Danh sách mang tính liệt kê không theo thứ tự biểu diễn | Danh sách mang tính liệt kê không theo thứ tự biểu diễn | Danh sách mang tính liệt kê không theo thứ tự biểu diễn | Danh sách mang tính liệt kê không theo thứ tự biểu diễn |
| STT                                                     | Nhan đề                                                 | Diễn chính                                              | Thời lượng                                              |
| ------------------------------------------------------- | ------------------------------------------------------- | ------------------------------------------------------- | ------------------------------------------------------- |
| 1.                                                      | "Như là tình yêu"                                       | MTV                                                     |                                                         |
| 3.                                                      | "Sóng tình"                                             | MTV                                                     |                                                         |
| 5.                                                      | "Thị trấn mùa đông"                                     | MTV                                                     |                                                         |
| 7.                                                      | "Áo xanh"                                               | MTV                                                     |                                                         |

Ban đầu liveshow được lên kế hoạch với tựa đề MTV, Trio 666 & friends.

### AC&M
Liveshow thứ chín được tổ chức vào ngày 27 tháng 6 năm 2004 tại Nhà thi đấu Phan Đình Phùng, Thành phố Hồ Chí Minh, với tên gọi Lời chào AC&M. Các ca sĩ khách mời trong số lần này gồm NSND Trần Hiếu, các ca sĩ Lam Trường, Mỹ Lệ, Thu Minh và nhạc sĩ Phương Uyên. Trong buổi diễn, ca khúc "Giọt nắng bên thềm" được thể hiện với sở trường của các thành viên với giọng ca của Thụy Vũ, phần đệm piano của Nam Khánh, kèn oboe của Hoàng Bách. Các thành viên cũng có những bài biểu diễn đơn với các ca khúc tự sáng tác.
| Danh sách mang tính liệt kê không theo thứ tự biểu diễn | Danh sách mang tính liệt kê không theo thứ tự biểu diễn | Danh sách mang tính liệt kê không theo thứ tự biểu diễn | Danh sách mang tính liệt kê không theo thứ tự biểu diễn |
| STT                                                     | Nhan đề                                                 | Sáng tác                                                | Thời lượng                                              |
| ------------------------------------------------------- | ------------------------------------------------------- | ------------------------------------------------------- | ------------------------------------------------------- |
| 1.                                                      | "Xin chào"                                              | Xuân Hiếu                                               |                                                         |
| 2.                                                      | "Tâm hồn của đá"                                        | dân ca                                                  |                                                         |
| 3.                                                      | "Lý cây đa"                                             | dân ca                                                  |                                                         |
| 4.                                                      | "Lý con sáo"                                            | dân ca                                                  |                                                         |
| 5.                                                      | "Thằng Bờm"                                             | dân ca                                                  |                                                         |
| 6.                                                      | "Trống cơm"                                             | dân ca                                                  |                                                         |
| 7.                                                      | "Trái tim yêu"                                          | Nguyễn Ngọc Thiện                                       |                                                         |
| 8.                                                      | "Tình yêu tôi hát"                                      | Việt Anh                                                |                                                         |
| 9.                                                      | "Tình yêu đầu"                                          | Đình Bảo                                                |                                                         |
| 10.                                                     | "Phút giao mùa"                                         | Đình Bảo                                                |                                                         |
| 11.                                                     | "Mưa rơi cuối tuần"                                     | Hoàng Bách                                              |                                                         |
| 12.                                                     | "Giọt nắng bên thềm"                                    | Thanh Tùng                                              |                                                         |
| 13.                                                     | "Mặt trời của tôi (O sole mio)" (cùng các khách mời)    | Phạm Tuyên, Eduardo di Capua                            |                                                         |

### Thanh Lam

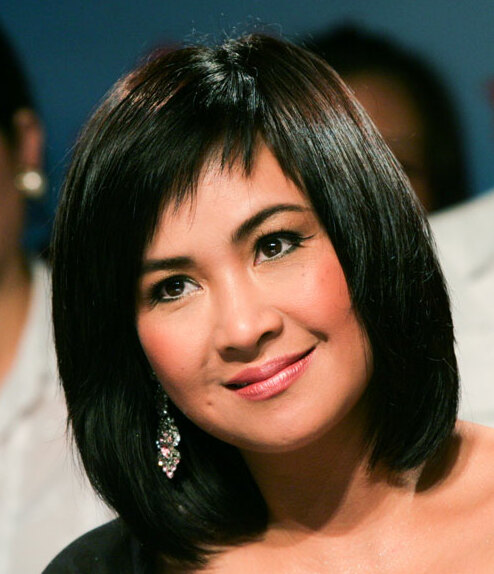
Ca sĩ Thanh Lam

Liveshow thứ mười mang tên Thanh Lam – Nắng lên được tổ chức tại Nhà hát Lớn Hà Nội vào tối ngày 18 tháng 7 năm 2004 với các khách mời là nhạc sĩ Thuận Yến, Phó Đức Phương, Lê Minh Sơn, ca sĩ Khánh Linh, Ngọc Huy. Liveshow lần này dự định không có người dẫn chương trình mà sẽ được tiếp diễn theo các ca khúc, nhạc sĩLê Minh Sơn đóng vai trò biên tập và nhạc sĩ Trần Mạnh Hùng phối khí; kịch bản của chương trình do nhà văn, nhà biên kịch Phan Huyền Thư dàn dựng và Tất My Loan đạo diễn. Liveshow lần này có 12 ca khúc, một số sự cố đã xảy ra khiến liveshow không thể diễn ra trôi chảy.
| Danh sách mang tính liệt kê không theo thứ tự biểu diễn | Danh sách mang tính liệt kê không theo thứ tự biểu diễn | Danh sách mang tính liệt kê không theo thứ tự biểu diễn | Danh sách mang tính liệt kê không theo thứ tự biểu diễn |
| STT                                                     | Nhan đề                                                 | Sáng tác                                                | Thời lượng                                              |
| ------------------------------------------------------- | ------------------------------------------------------- | ------------------------------------------------------- | ------------------------------------------------------- |
| 1.                                                      | "Nhìn những mùa thu đi"                                 | Trịnh Công Sơn                                          |                                                         |
| 2.                                                      | "Ướt mi"                                                | Trịnh Công Sơn                                          |                                                         |
| 3.                                                      | "Giọt nắng bên thềm"                                    | Thanh Tùng                                              |                                                         |
| 4.                                                      | "Em tôi"                                                | Xuân Trường, Thuận Yến                                  |                                                         |
| 5.                                                      | "Chia tay hoàng hôn"                                    | Thuận Yến                                               |                                                         |
| 6.                                                      | "Ru em từng ngón xuân nồng"                             | Trịnh Công Sơn                                          |                                                         |
| 7.                                                      | "Hồ trên núi" (với Ngọc Huy, Khánh Linh, Phương Uyên)   | Phó Đức Phương                                          |                                                         |
| 8.                                                      | "Mẹ mong" (với Khánh Linh)                              | Lê Minh Sơn                                             |                                                         |
| 9.                                                      | "Nơi đàn cò bay đi,"                                    | Lê Minh Sơn                                             |                                                         |
| 10.                                                     | "Người ở - người về"                                    | Lê Minh Sơn                                             |                                                         |
| 11.                                                     | "Ôi! Quê tôi"                                           | Lê Minh Sơn                                             |                                                         |

### Mỹ Tâm

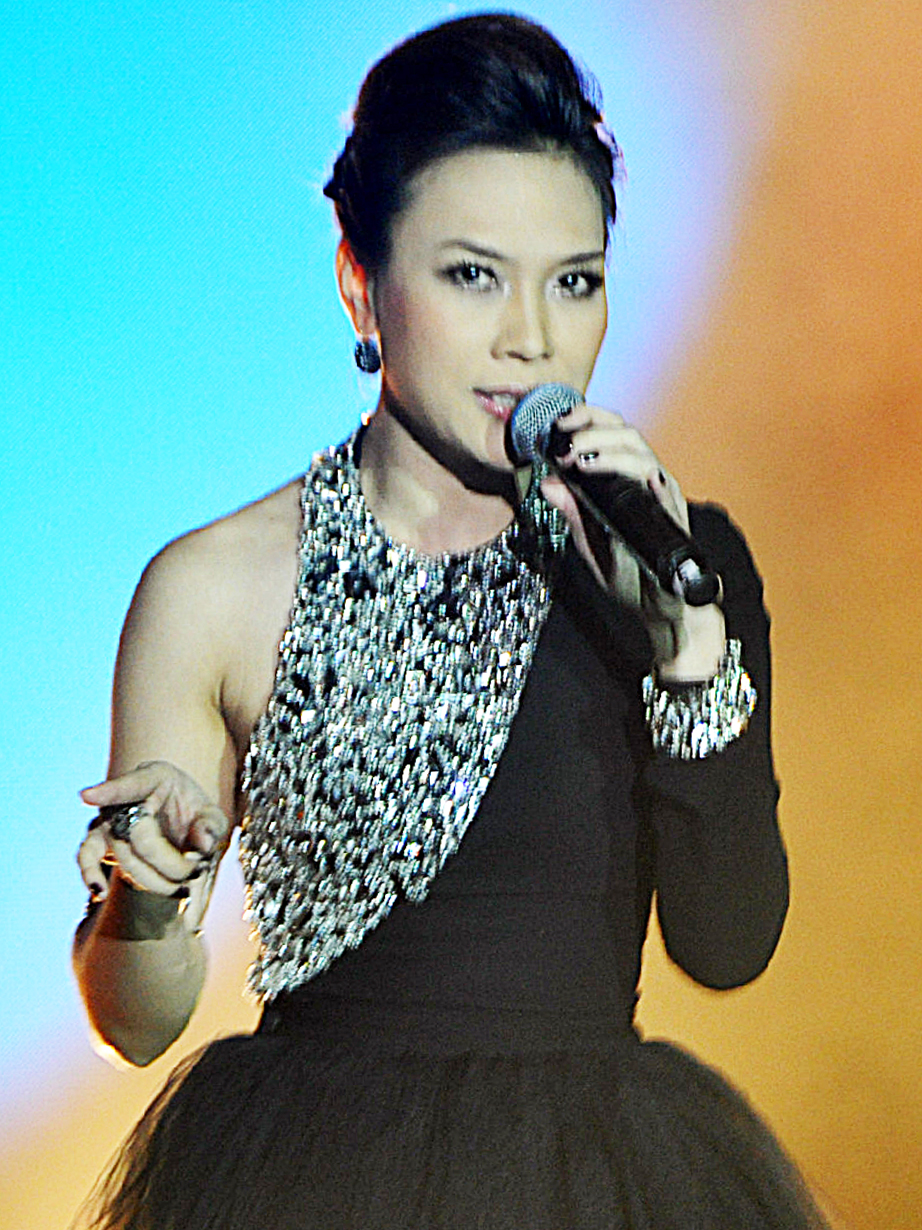
Ca sĩ Mỹ Tâm

Liveshow thứ mười một mang tên Mỹ Tâm – Quê hương tuổi thơ tôi được tổ chức tối ngày 26 tháng 9 năm 2004, tại Trung tâm thể thao Nguyễn Tri Phương, thành phố Đà Nẵng sau nhiều lần trì hoãn vì không tìm được sân khấu biểu diễn cũng như các ca sĩ được lựa chọn trườc đó như Mỹ Lệ hay Đan Trường không có điều kiện tham gia. Khách mời của ca sĩ Mỹ Tâm gồm có nhạc sĩ Quốc An, nghê sĩ Thái Nghĩa và ca sĩ Đàm Vĩnh Hưng. Đây là chương trình dành cho nghệ sĩ cuối cùng của Âm nhạc và những người bạn.
| Danh sách mang tính liệt kê không theo thứ tự biểu diễn | Danh sách mang tính liệt kê không theo thứ tự biểu diễn                  | Danh sách mang tính liệt kê không theo thứ tự biểu diễn                         | Danh sách mang tính liệt kê không theo thứ tự biểu diễn |
| STT                                                     | Nhan đề                                                                  | Sáng tác                                                                        | Thời lượng                                              |
| ------------------------------------------------------- | ------------------------------------------------------------------------ | ------------------------------------------------------------------------------- | ------------------------------------------------------- |
| 1.                                                      | "Ước gì"                                                                 | Võ Thiện Thanh                                                                  |                                                         |
| 2.                                                      | "Nụ hôn bất ngờ"                                                         | Mỹ Tâm                                                                          |                                                         |
| 3.                                                      | "Rồi anh sẽ quên" (Đàm Vĩnh Hưng)                                        | lời Việt: Nguyên Lộc                                                            |                                                         |
| 4.                                                      | "Vì đâu"                                                                 | Mỹ Tâm                                                                          |                                                         |
| 5.                                                      | "Họa mi tóc nâu"                                                         | Trần Huân                                                                       |                                                         |
| 6.                                                      | "Tình em ngọn nến"                                                       | lời Việt: Khúc Lan                                                              |                                                         |
| 7.                                                      | "Anh hãy ngủ đi"                                                         | Trịnh Công Sơn                                                                  |                                                         |
| 8.                                                      | "Tình mẹ"                                                                | Nguyễn Nhất Huy                                                                 |                                                         |
| 9.                                                      | "Về chốn thiên đường"                                                    | Jean Jacques Goldman                                                            |                                                         |
| 10.                                                     | "Cây đàn sinh viên"                                                      | Quốc An                                                                         |                                                         |
| 11.                                                     | "Hát cho người ở lại"                                                    | Quốc An                                                                         |                                                         |
| 12.                                                     | "Chiều Matxcova"                                                         | lời Việt                                                                        |                                                         |
| 13.                                                     | "LK: Dấu yêu - Nhé anh - Tình lỡ cách xa - Hãy tha thứ cho em - Xích lô" | Quốc An - Nguyễn Hà - lời Việt: ??/ - lời Việt: Đoàn Minh Tuấn - Võ Thiện Thanh |                                                         |

## Dừng tổ chức
Liveshow Mỹ Tâm - Quê hương tuổi thơ tôi được ban tổ chức xác định và thông báo trước sẽ là liveshow cuối cùng. Tối ngày 22 tháng 1 năm 2005, chương trình giao lưu giữa nghệ sĩ và khán giả mang tên Làm bạn với ngôi sao được tổ chức ngày 23 tháng 1 năm 2005 tại Sân vận động Quân khu 7, Thành phố Hồ Chí Minh. Chương trình là cơ hội cuối cùng để người hâm mộ được giao lưu, xin ảnh và chữ ký các nghệ sĩ tại Âm nhạc và những người bạn.
Gala Âm nhạc và những người bạn tổ chức vào đêm 23 tháng 1 năm 2005 tại Sân vận động Quân khu 7, là chương trình cuối cùng của loạt liveshhow. Đêm diễn có mặt đầy đủ của các nghệ sĩ và nhóm nhạc từng lần nhân vật chính trong các liveshow trước đó.
Mặc dù bị giảm sút về chất lượng và không phát triển về ý tưởng, nhưng Âm nhạc và những người bạn vẫn được xem là loạt liveshow thành công vào thời điểm đó. Loạt liveshow tiếp theo được Đài Truyền hình Việt Nam tổ chức thay thế là Bài hát Việt, nơi các chương trình được tổ chức hằng tháng và mỗi chương trình bao gồm nhiều tác phẩm và nghệ sĩ mới tham gia, cùng với hình thức bình chọn từ khán giả trong mỗi tháng.